# ادوارد گوفلد
ادوارد گوفلد (انگلیسی: Eduard Gufeld؛ ۱۹ مارس ۱۹۳۶ – ۲۳ سپتامبر ۲۰۰۲) شطرنج‌باز، و مربی تیم شطرنج اهل اتحاد جماهیر شوروی سوسیالیستی بود.

## مرگ
در سپتامبر ۲۰۰۲، گوفلد دچار سکته مغزی و حمله قلبی شد. پس از یک دوره بیهوشی، او به هوش آمد اما قادر به صحبت و راه رفتن نبود. او دو هفته بعد در سن ۶۶ سالگی در مرکز پزشکی در لس آنجلس درگذشت. وی در گورستان در هالیوود، کالیفرنیا به خاک سپرده شد.